# エル・テリブレ
ダミアン・エル・テリブレ（Damian El Terrible）のリングネームで知られるダミアン・グティエレス・エルナンデス（Damián Gutiérrez Hernández、1976年4月12日 - ）は、メキシコのプロレスラー。ヌエボ・レオン州モンテレイ出身。

## 来歴
1998年2月22日に地元ヌエボ・レオン州のインディーマットからデビュー。デビュー当時はエンヘンドロ・デル・マールの名前のマスクマンであった。一時IWRGなどのインディーマットでを名乗っていたがドラゴン・ファイターやエンヘンドロを名乗る。
2002年11月10日にボンベロ・インフェルナル、イホ・デル・ディアブロと組んでドクトル・セレブロ、シルハノ、パラメディコ組を破りメキシコ州トリオ王座を奪取。後にCMLLでダミアン・エル・テリブレやエル・テリブレを名乗る。
2004年11月19日にエクトール・ガルサ & タルサン・ボーイと組んでカネック & ブラック・ウォリアー & ラヨ・デ・ハリスコ・ジュニア組を破りCMLL世界トリオ王座を奪取。
2008年8月26日にテハノ・ジュニアと組んでレイマン & サグラド組を破り連邦区タッグチーム王座奪取。
2009年にはNO LIMIT（高橋裕二郎 & 内藤哲也）と抗争を繰り広げる。2010年2月にはテハノ・ジュニアと共に新日本プロレスに参戦。IWGPタッグ王座に挑戦した。またG1 TAG LEAGUEにも出場している。
2012年は充実した1年となり、1月1日、ルーシュからCMLL世界ヘビー級王座を奪取したことをきっかけに、各トーナメントにて優勝し、多数のタイトルを獲得。11月13日にはタマ・トンガとタッグを組んでCMLL世界タッグ王座を獲得している。
2013年4月7日、久々に来日を果たし、新日本プロレスのPPVであるINVASION ATTACKに参戦。バリエンテ & ラ・マスカラを相手にCMLL世界タッグ王座戦を行い、王座を防衛した。7月5日には再び来日し、KIZUNA ROAD 2013にて棚橋弘至 & 獣神サンダー・ライガーを相手に防衛戦を行うが棚橋のハイフライフローを決められ敗戦。BULLET CLUBとも共闘した。
2018年2月24日、ロス・インゴベルナブレスに加入｡

## 得意技

### フィニッシュ・ホールド
ダイビング・スプラッシュ
ラ・テリブリーニャ
CMLLのテリブレが使っているスタイルズクラッシュと同型の技。
ヌカドール・アルト・テリブレ
CMLLのテリブレが使っているフィニッシングホールド。まずパワーボムの体勢で相手を肩の高さまで担ぎ上げ、体を軽くジャンプさせて両膝を折り曲げる。そのあと相手を前方に投げ捨てながら自分は正座をする形でマットに着地し、落下させた相手の背中を豪快にマットへ叩きつける。
シュバイン
相手を水車落としの体勢で右肩に担ぎ上げる。続いて体を右方向に軽く振って相手の体の位置を整え、首の左側から相手の首の後ろに右手を回して頭を抱え込む。最後に相手を抱えたまま軽く助走をつけてジャンプし、尻餅をつくように着地すると同時に相手の後頭部をマットへ叩きつける。

### 打撃技
エルボー
エルボー・スタンプ
バック・ハンド・チョップ
チョップ・スマッシュ
ナックルパンチ
延髄斬り
スーパーキック

### 飛び技
トペ・スイシーダ

## タイトル歴
CMLL
- CMLL世界ヘビー級王座 : 1回
- CMLL世界タッグ王座 : 1回

w / タマ・トンガ
- CMLL世界トリオ王座 : 1回

w / エクトール・ガルサ & タルサン・ボーイ
- カンペオン・ウニベルサル : 第4回大会優勝
- オクシデンテタッグ王座 : 1回

w / テハノ・ジュニア
- メキシコ州トリオ王座 : 1回

w / イホ・デル・ディアブロ & ボンベロ・インフェルナル